# 4shared

4shared – serwis internetowy oferujący usługę hostingu plików, założony w 2005 roku przez Aleksa Lunkowa i Siergieja Czudnowskiego. Pliki są przechowywane, dzielone i wyszukiwane według czterech głównych kategorii: wideo, muzyka, zdjęcia, książki. Według serwisu Quantcast 4shared jest jedną z najczęściej odwiedzanych stron internetowych w Brazylii, natomiast według Alexa Internet 4shared zajmuje miejsce wśród stu najbardziej popularnych stron świata.

## Użytkowanie
Użytkownik, po przesłaniu pliku, otrzymuje adres URL. Rejestracja konta podstawowego umożliwia przesłanie na nie 15 GB danych. Posiadacze konta premium otrzymują 100 GB miejsca.
Użytkownicy mogą oceniać pliki w skali pięciogwiazdkowej, dzielić się nimi poprzez portale społecznościowe i komentować je; mogą również subskrybować konta innych użytkowników i śledzić ich aktualizacje. Każdy użytkownik posiada stronę statystyk.

## Programy
- 4shared Desktop – manager wysyłania i pobierania plików, dodający opcję do standardowego menu Windows. Aplikacja ta obsługuje funkcję wysyłania i synchronizacji wielu plików (działa w trybie beta) i opcjonalnego chronienia hasłem. Dostępna tylko dla Microsoft Windows.
- 4shared Mobile – aplikacja podobna do 4shared Desktop, pozwalająca użytkownikom telefonów komórkowych z Symbian OS oraz iPhone uzyskać dostęp do swoich kont[3].

4shared stworzył także swój własny pasek narzędzi do wyszukiwarek Internet Explorer i Firefox.

## Warunki użytkowania i polityka prywatności
Usługa 4shared polega na udzielaniu kont tylko do przechowywania legalnych danych. 4shared zastrzega sobie prawo do kontroli materiałów, usuwania treści oraz blokowania i usuwania kont, których właściciele naruszają prawa własności intelektualnej lub mogą narazić 4shared na odpowiedzialność cywilną lub karną.